# Proholozoster neoguinensis
Genre
Espèce
Proholozoster neoguinensis, unique représentant du genre Proholozoster, est une espèce d'opilions laniatores de la famille des Podoctidae.

## Distribution
Cette espèce est endémique de la province de Madang en Papouasie-Nouvelle-Guinée. Elle se rencontre vers Madang.

## Description
Le syntype mesure 2 mm.

## Étymologie
Son nom d'espèce, composé de neoguin[ea] et du suffixe latin -ensis, « qui vit dans, qui habite », lui a été donné en référence au lieu de sa découverte, la Nouvelle-Guinée.

## Publication originale
- Roewer, 1915 : « 106 neue Opilioniden. » Archiv für Naturgeschichte, vol. 81, no 3, p. 1–152 (texte intégral).